# الدريب
الدريب هي منطقة تجمع قرى لبنانية في قضاء عكار في محافظة عكار. 

## بلداتها
يتوزع سكانها على البلدات التالية:
- الهد
- سفينة الدريب
- دير جنين
- بربارة
- خربة شار
- عين تنتا
- كفر حرة
- عين الزيت
- الدغلة
- خربة داوود
- دوير عدوية
- البيرة
- المجدل
- الحوشب
- الغزيلة
- سرار
- الريحانية
- شربيلا
- التليل
- هيتلا
- عمار البيكات
- وادي الحور
- القشلق
- الدوسة
- الكواشرة
- الدبابية
- النورة
- فريديس
- منجز
- كفرنون
- رماح
- شخلار
- العوينات
- السنديانة
- القبيات
- عندقت
- عيدمون
- قرحة
- مشتى حمود
- مشتى حسن
- شدرا

## وصلات خارجية
- مركز المعلوماتية للتنمية المحلية (لوكاليبان)